# Zalesie (powiat bialski)
Zalesie – wieś w Polsce położona w województwie lubelskim, w powiecie bialskim, w gminie Zalesie. Leży na międzynarodowej trasie E30, przy skrzyżowaniu z lokalną drogą do Chotyłowa i Piszczaca.
| SIMC    | Nazwa     | Rodzaj    |
| ------- | --------- | --------- |
| 0023060 | Niedosiew | część wsi |

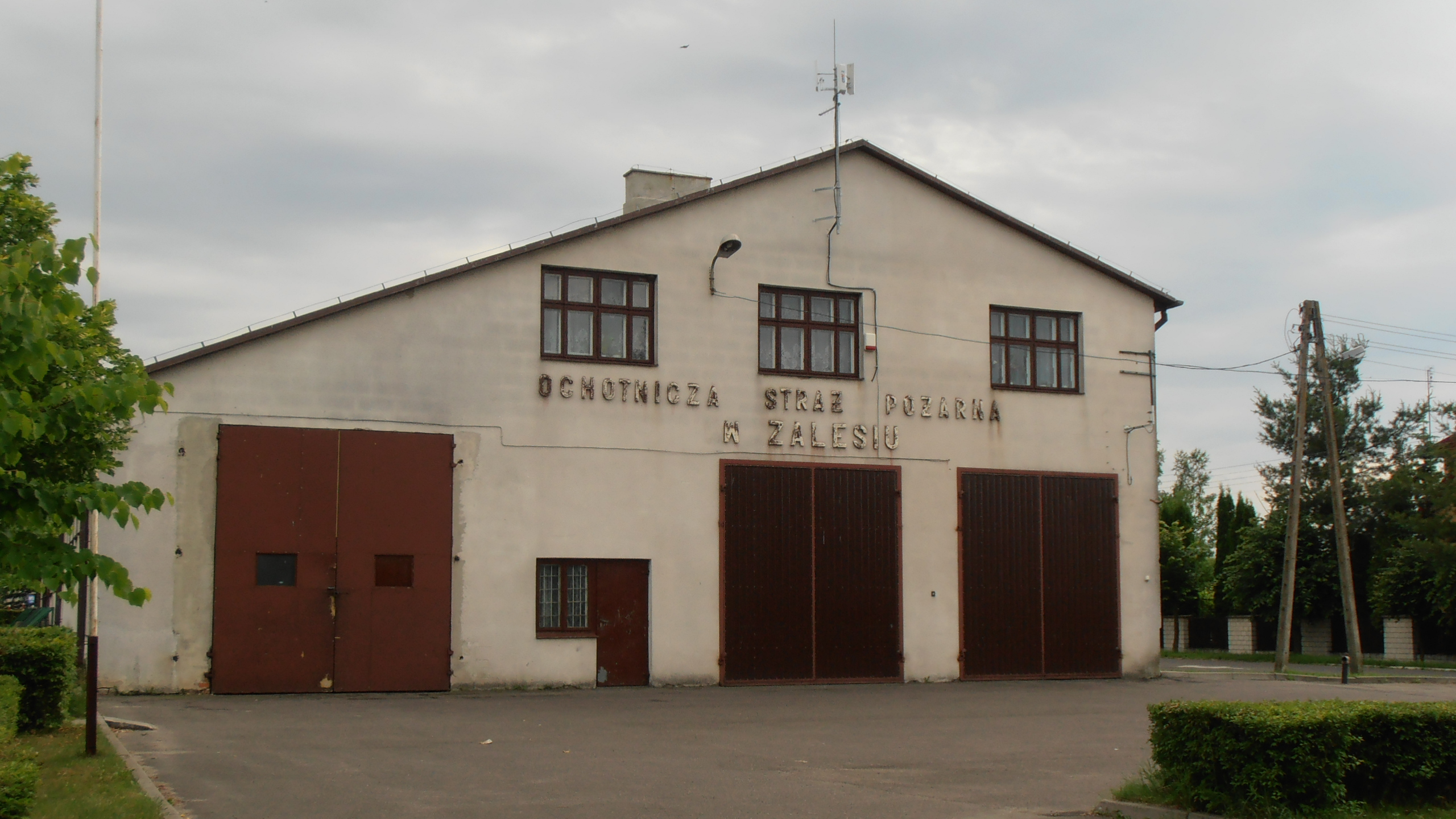
Remiza strażacka.

Wieś magnacka położona była w końcu XVIII wieku w hrabstwie bialskim w powiecie brzeskolitewskim województwa brzeskolitewskiego. W latach 1975–1998 miejscowość należała administracyjnie do województwa bialskopodlaskiego.
Wieś jest sołectwem, siedzibą gminy Zalesie. Według Narodowego Spisu Powszechnego z roku 2011 wieś liczyła 648 mieszkańców.
Prawosławni mieszkańcy wsi należą do parafii Świętego Ducha w Kijowcu. Wierni Kościoła rzymskokatolickiego należą do parafii Przemienienia Pańskiego w Horbowie.

## Nazwa
Zalesie (nazwa wywodzi się od określenia miejsca położonego za lasem, za zagajnikiem) to jedna z bardziej powszechnych nazw miejscowości w II Rzeczypospolitej. Słownik Królestwa Polskiego wymienia około 268 miejscowości mających w nazwie Zalesie. Według opracowania „Województwo Lubelskie w XV tomach słownika ...”  w liczbie tej 65 miejscowości znajdowało się w województwie lubelskim. Obecnie 113 miejscowości w Polsce nosi nazwę Zalesie.

## Urodzeni w Zalesiu
- Feliks Miszczak vel Miszczuk (ur. 15 stycznia 1896, zm. 20 kwietnia 1940 w Kalininie) – podoficer Wojska Polskiego, starszy przodownik Policji Państwowej, ofiara zbrodni katyńskiej.